# Джексон, Джулиан
Джулиан Джексон (англ. Julian Jackson; 12 сентября 1960 года, Сент-Томас, Американские Виргинские острова) — американо-виргинский боксёр-профессионал, выступавший в 1-й средней и средней весовых категориях. Чемпион мира в 1-й средней (версия WBA, 1987—1989) и средней (версия WBC, 1990—1993 и 1995) весовых категориях. Считается одним из сильнейших панчеров в истории бокса. Журнал «Ринг» в 2003 году поместил его на 25 место в списке величайших панчеров в истории.

## Профессиональная карьера

### 1981—1990
Дебютировал в профи 2 февраля 1981 года.
В августе 1986 года состоялся поединок двух непобеждённых боксёров — Джулиана Джексона и Майка Маккаллума. На кону стоял вакантный титул чемпиона мира по версии WBA в 1-м среднем весе. Маккалум нокаутировал противника во 2-м раунде.
В 1987 году Маккалум поднялся на категорию выше, оставив пояс чемпиона вакантным.
В ноябре 1987 года состоялся бой за вакантный титул чемпиона мира по версии WBA в 1-м среднем весе между Джулианом Джексоном и представителем Южной Кореи Пэк Ин Чхолем. Джексон победил нокаутом в 3-м раунде.
В июле 1988 года Джексон в 3-м раунде нокаутировал Бастера Дрейтона.
В феврале 1989 года он во 2-м раунде нокаутировал Франциско Де Хесуса.
В июле 1989 года он во 2-м раунде нокаутировал Терри Норриса. После этого боя Джексон поднялся в средний вес.
В ноябре 1990 года состоялся бой за вакантный титул чемпиона мира по версии WBC в среднем весе между Джулианом Джексоном и представителем Великобритании Херолом Грэмом. Джексон нокаутировал противника в 4-м раунде.

### 14 сентября1991Джулиан Джексон —Деннис Милтон
- Место проведения:  Мираж Хотел энд Касино, Лас-Вегас, Невада, США
- Результат: Победа Джексона нокаутом в 1-м раунде в 12-раундовом бою
- Статус: Чемпионский бой за титул WBC в среднем весе (1-я защита Джексона)
- Рефери: Миллс Лейн
- Время: 2:10
- Вес: Джексон 71,7 кг; Милтон 72,1 кг
- Трансляция: Showtime

В сентябре 1991 года Джулиан Джексон вышел на ринг против Денниса Милтона. Перед началом боя Милтон отказался приветствовать противника протянутыми перчатками. В середине 1-го раунда Джексон провёл левый хук в голову. Милтон рухнул на канвас. Он попытался подняться, но перевернулся и опять упал. Рефери зафиксировал нокаут. Милтон лежал на ринге около минуты.

### 15 февраля1992Джулиан Джексон —Исмаэль Негрон
- Место проведения:  Мираж Хотел энд Касино, Лас-Вегас, Невада, США
- Результат: Победа Джексона техническим нокаутом в 1-м раунде в 12-раундовом бою
- Статус: Чемпионский бой за титул WBC в среднем весе (2-я защита Джексона)
- Рефери: Миллс Лейн
- Время: 0:50
- Вес: Джексон 72,12 кг; Негрон 72,57 кг
- Трансляция: Showtime

В феврале 1992 года Джексон встретился с Исмаэлем Негроном. Негрон имел отрицательный баланс побед и поражений за последние годы, но его допустили до титульного боя. Джексон сразу же набросился на противника. В начале 1-го раунда он провёл левых хук прямо в челюсть, и его противник рухнул на канвас. Рефери замешкался со счётом. Негрон поднялся на счёт 6, но к счёту 10 его шатало. Рефери прекратил поединок. Комментатор Showtime Ферди Пачеко высказал мнение после боя, что это был мисс-матч.

### 1992
В апреле 1992 года он нокаутировал в 4-м раунде Рона Коллинса.
В августе 1992 года Джексон победил единогласным решением судей Томаса Тейта.

### 8 мая1993Джеральд Макклеллан —Джулиан Джексон
- Место проведения:  Томас энд Мэк Центр, Лас-Вегас, Невада, США
- Результат: Победа Макклеллана техническим нокаутом в 5-м раунде в 12-раундовом бою
- Статус: Чемпионский бой за титул WBC в среднем весе (5-я защита Джексона)
- Рефери: Миллс Лейн
- Счёт судей: Дэйв Морретти (37-38 Джексон), Терри Смит (37-38 Джексон), Тамотсу Момихара (38-38)
- Время: 2:09
- Вес: Макклеллан 72,60 кг; Джексон 72,10 кг
- Трансляция: Showtime SET

В мае 1993 года состоялся бой двух сильнейших нокаутёров в среднем весе — чемпиона мира по версии WBC Джулиана Джексона и претендента Джеральда Макклелана. В 5-м раунде Джексон ударил претендента в пах. Макклеллан получил несколько минут передышки. После продолжени боя ближе к концу раунда Макклеллан эффектным левым крюком попал Джексону в челюсть. Чемпион пролетел полринга. Это был тяжёлый нокдаун. Чемпион встал, но тут же Макклелан загнал его в угол и начал избивать. Джексон упал. Рефери начал отсчёт. Джексон встал на счёт 5, но шатался. Его лицо было все в крови. Рефери остановил бой.

### 7 мая1994Джеральд Макклеллан —Джулиан Джексон (2-й бой)
- Место проведения:  ЭмДжиЭм Гранд, Лас-Вегас, Невада, США
- Результат: Победа Макклеллана нокаутом в 1-м раунде в 12-раундовом бою
- Статус: Чемпионский бой за титул WBC в среднем весе (3-я защита Макклеллана)
- Рефери: Джо Кортес
- Время: 1:23
- Вес: Макклеллан 72,60 кг; Джексон 72,60 кг
- Трансляция: Showtime SET

Ровно через год после 1-го боя в мае 1994 года состоялся реванш между Джулианом Джексоном и Джеральдом Макклеланом. Чемпион сразу же набросился на претендента. В сумбурной атаке Макклелан выбросил огромное количество ударов и прижал Джексона к канатам. После того как канаты удержали Джексона от падения Рефери отсчитал ему нокдаун. После продолжения боя Макклеллан вновь набросился на претендента и левым крюком по печени заставил его согнуться, а следующим ударом по затылку отправил его на настил. Тем не менее решающим ударом был крюк по печени. Джексон не смог подняться на счёт 10 и рефери зафиксировал победу чемпиона нокаутом. 
Вскоре после этого боя Макклеллан перешёл в суперсредний вес.

### 1994—1998
В 1995 году Макклелан поднялся на категорию выше, оставив пояс чемпиона вакантным.
В марте 1995 года состоялся бой за вакантный титул чемпиона мира по версии WBC в среднем весе между Джулианом Джексоном и непобеждённым итальянцем Агостино Кардманоне. Джексон победил нокаутом во 2-м раунде.
В августе 1995 года Джексон проиграл нокаутом в 6-м раунде Куинси Тейлору.
В мае 1998 года Джексон провёл последний бой и ушёл из бокса.